# Giuseppe Bandi
Giuseppe Bandi (Gavorrano, 15 luglio 1834 – Livorno, 1º luglio 1894) è stato un patriota, scrittore e giornalista italiano.

## Biografia
I successivi incarichi del padre, un importante ufficiale governativo del Granducato di Toscana, portano la famiglia di Giuseppe in varie città toscane. Giuseppe studia ad Arezzo e Lucca. Dopo il diploma si iscrive all'Università di Pisa e poi a quella di Siena dove si laurea in legge ed inizia la sua attività politica diventando segretario locale della Giovine Italia di Giuseppe Mazzini.
Questa simpatia politica gli causa un primo arresto nel 1857 e l'espulsione dal Granducato nell'anno successivo.
Per aver favorito la latitanza di tre mazziniani ricercati, viene arrestato e condannato, il 1º settembre 1858, a un anno di reclusione da scontare nel carcere di Portoferraio: ne esce il 27 aprile 1859, dopo la fuga dal Granducato di Leopoldo II di Toscana. Si arruola subito nel battaglione dei volontari toscani che partecipa alla seconda guerra di indipendenza ma non ha tempo di sostenere alcun combattimento per il sopravvenire, l'11 luglio 1859, dell'armistizio di Villafranca.
Nel 1860 è sottotenente ad Alessandria nel 34º Reggimento fanteria; aderisce all'invito personale di Giuseppe Garibaldi e il 5 maggio s'imbarca da Quarto con i Mille per la Sicilia; ferito a Calatafimi, conclude la campagna con il grado di maggiore. Nel 1866 partecipa alla terza guerra di indipendenza e combatte a Custoza; per il suo comportamento sul campo di battaglia, nel bel mezzo della disfatta militare causata dai generali piemontesi, viene decorato con medaglia al valore. 
Nel 1870 lascia l'esercito dopo frequenti dissapori con i colleghi ufficiali provenienti dall'esercito piemontese che guardavano con disprezzo chi si era guadagnato i gradi con le camicie rossee, a Firenze, si dedica al giornalismo. Dopo aver collaborato a diversi giornali, nel 1872 è posto alla direzione della Gazzetta Livornese, quotidiano conservatore in concorrenza con l'Eco del Tirreno, settimanale espressione delle forze democratiche. Nel 1876 acquisisce la proprietà della Gazzetta.
Nel 1877 fonda anche il quotidiano della sera Il Telegrafo (attuale Il Tirreno).  Scrive numerosi romanzi, nel genere storico-guerrazziano, che pubblica a puntate nelle appendici dei suoi e di altri giornali.
Nel 1879, l'inviato a Livorno della Gazzetta d'Italia, Gino Ferenzona, scrive due opuscoli reazionari contro Garibaldi e, il 17 aprile, un articolo contro Bandi e i garibaldini. Il 18 aprile Bandi risponde qualificandolo di «provocatore» e scrivendo che «se il signor Ferenzona è stanco di vivere, picchi a un altro uscio». Il giorno dopo il Ferenzona viene trovato assassinato; il Bandi è inizialmente e ingiustamente indiziato ma le indagini non individuano alcun colpevole e il delitto rimarra' impunito.  Garibaldi attraverso Bandi promuove una colletta a favore degli orfani del giornalista assassinato.
Intraprende, dalle colonne dei suoi giornali, una decisa lotta politica contro socialisti e anarchici, dai quali riceve lettere di minaccia. Subito dopo l'uccisione, avvenuta il 24 giugno 1894 a Parigi, del presidente della Repubblica francese Marie François Sadi Carnot per mano dell'anarchico italiano Sante Caserio, il Bandi attacca chi ritiene di utilizzare l'assassinio come strumento di lotta politica, lui che aveva combattuto il nemico della patria sul campo di battaglia e a viso aperto. Il 1º luglio 1894 viene pugnalato a morte a Livorno, mentre in carrozza scoperta si dirige al giornale, dall'anarchico Oreste Lucchesi. Questi, insieme al complice Amerigo Franchi, viene arrestato il 15 luglio e condannato a 30 anni di reclusione; il mandante del delitto, Rosolino Romiti, è condannato all'ergastolo. Le spoglie di Giuseppe Bandi riposano nel cimitero monumentale della Misericordia di Livorno.

## Lo scrittore
È noto soprattutto per essere l'autore di uno dei capolavori della letteratura garibaldina, I Mille, da Genova a Capua, pubblicato postumo nel 1902: una delle testimonianze più appassionanti sull'epopea garibaldina, un'opera di sapore popolaresco, vigorosa e asciutta.
Alla sua opera memorialistica si ispirò il grossetano Luciano Bianciardi, grande ammiratore di Bandi tanto da considerare I Mille come il suo libro preferito, per La battaglia soda (1964), scritta in stile e linguaggio ottocenteschi. Il protagonista del romanzo, il cui nome non viene mai rivelato, è inoltre proprio costruito sulla biografia di Bandi.
Giuseppe Bandi oggi riposa nel Cimitero della Misericordia a Livorno.

## Opere
- Da Custoza in Croazia. Memorie d'un prigioniero, Tip. Giachetti, Prato, 1866.
- Pietro Carnesecchi. Storia fiorentina del XVI secolo, Firenze, Le Monnier, 1873.
- La Rossina. Storia fiorentina del secolo XVII, 2 voll., Firenze, Le Monnier, 1875.
- Anita Garibaldi. Appunti storici raccolti e illustrati da Giuseppe Bandi, Livorno, R. Bemporad & figlio, dopo il 1889.
- Caterina Pitti. Storia del secolo XV, Firenze, Ulderigo Corsi, 1891.
- I Mille, da Genova a Capua, Firenze, Salani, 1902.